# 房式
房式（8世纪？—812年9月27日），唐朝河南洛阳人，房琯之侄，《新唐书》作房琯族孙，膳部郎中、清漳公房玄靜曾孙，房肱之孙，房峦之子。
房式擢进士第，李泌为陕州观察使，征召为从事。李泌为相，房式升任为起居郎，出入李泌之门，为其耳目。李泌去世，房式为忠州刺史，韦皋表奏为云南安抚副使、蜀州刺史，兼御史中丞。韦皋去世，朝廷任命他为兵部郎中。刘辟反唐，房式不得回京。房式性佞，又害怕刘辟，经常在座中多次赞扬刘辟，将他比为刘备，一起在成都刘辟属下的人都厌恶他。高崇文平成都，房式与王良士、崔从、卢士玖等穿着白衣麻蹻衔土请罪，高崇文礼遇他们，上表保奏，任命为吏部郎中。当时河北的节度使刘济、王士真、张茂昭等人以兵壮气豪，互相参奏。唐宪宗想要劝和，李吉甫推荐房式为给事中，出使河北。房式到诸镇劝谕，还奏称旨，升任为陕虢观察使、兼御史中丞，元和四年（809年）十二月初一，以陕虢观察使房式为河南尹。朝廷讨镇州王承宗，让河南府运饷车四千乘，房式建言：“岁凶人劳，不任调发。”东台监察御史元稹也说：“河北贼没有被擒获，而河南民先困。”唐宪宗于是免力役。元和五年（810年）二月，房式为不法事，元稹将房式拘拿于东台，擅令停务。唐宪宗得知，罚房式一月俸，召元稹还京。次年，改任宣歙池观察使。元和七年八月十八甲辰日，宣歙观察使房式去世，赠左散骑常侍。谥号倾。吏部郎中韦乾度说：“房式为蜀州刺史时，刘辟造反，房式对他说：‘我曾经梦到刘公为上相，仪卫盛大，希望不要忘了我。’刘辟大喜，以为祥瑞。后刘辟发兵签署牒文，首写刘辟，副写写式，参谋是符载。他大节已亏，不应得谥号。”博士李虞仲说：“刘辟造反，被他任用的人都为了保命，可以全给他们反贼恶名吗？房式不能离开，又不能死，可以说是求生害仁之人。刘辟到西山，召来猜疑畏惧的人想要全部杀死，房式在那里，相救这些人于是得免。现在说大节已亏，是过分自责。”